# مكتب إحصاءات العمل
مكتب إحصاءات العمل (بالإنجليزية:Bureau of Labor Statistics) هو وكالة تتبع وزارة العمل في الولايات المتحدة. يعتبر المكتب وكالة رئيسية لتقصي الحقائق لحكومة الولايات المتحدة في مجال واسع من اقتصاديات العمل والإحصاءات ويعتبر بمثابة الأداة الرئيسية للنظام الإحصائي الاتحادي الأمريكي. وكالة الإحصاء الحكومية تقوم بجمع العمليات والتحليلات، ونشر البيانات الإحصائية الأساسية إلى الشعب الأمريكي والكونغرس الأمريكي والوكالات الفيدرالية الأخرى، وحكومات الولايات والمحلية، وممثلي قطاع الأعمال، والعمل. يعتبر المكتب أيضا مورد إحصائي لوزارة العمل، وإجراء البحوث ولذلك العديد من الأسر سوف تكون بحاجة إلى الكسب لتكون قادرة على التمتع بمستوى معيشي لائق.